# 広瀬猛
広瀬 猛（ひろせ たけし、1882年（明治15年）1月5日 - 1934年（昭和9年）7月17日）は、日本の陸軍軍人。最終階級は陸軍中将。

## 経歴
山梨県東山梨郡七里村に父広瀬久光の六男として生まれる。1901年（明治34年）11月、陸軍士官学校（13期）を卒業し、翌年6月、歩兵少尉に任官され歩兵第34連隊付。日露戦争に従軍。明治38年（1905年）6月に歩兵第34連隊中隊長、明治39年（1906年）11月に第17旅団副官、明治41年（1908年）4月に大尉に昇進、1910年（明治43年）11月、陸軍大学校（22期）を卒業し、参謀本部外国戦史課に配属された。
1920年（大正9年）8月、陸大教官に就任。1923年（大正12年）8月、歩兵大佐に昇進。1924年（大正13年）8月、歩兵第55連隊長となる。1925年（大正14年）5月、兵科を航空兵科に転じ航空兵大佐となり、飛行第4連隊長に就任。1927年（昭和2年）7月、下志津陸軍飛行学校教育部長に転じ、さらに陸大教官を務めた。
1928年（昭和3年）8月、陸軍少将に進級。1929年（昭和4年）8月、参謀本部第4部長となる。1932年（昭和7年）4月、所沢陸軍飛行学校長に転じ、同年12月、陸軍中将に進んだ。1933年（昭和8年）3月、陸大校長に就任したが、昭和9年（1934年）7月に現職で死去した。

## 親族
- 妻 広瀬スミ（男爵・貴族院議員、鍋島幹の娘）
- 兄 広瀬久政（衆議院議員）
- 兄 若尾璋八（実業家・貴族院議員）

## 著書
- 広瀬誠二編『広瀬中将遺稿』広瀬誠二、1935年。